# A Division 1951-1952 (Irlanda)
La stagione 1951-1952 è stata la trentunesima edizione della League of Ireland, massimo livello professionistico del calcio irlandese.

## Classifica finale
|  |     | Classifica finale 1951-1952 | Pt | G  | V  | N | P  | GF | GS | DR  |
|  | --- | --------------------------- | -- | -- | -- | - | -- | -- | -- | --- |
|  | 1.  | St Patrick's                | 34 | 22 | 16 | 2 | 4  | 59 | 34 | +25 |
|  | 2.  | Shelbourne                  | 31 | 22 | 13 | 5 | 4  | 59 | 44 | +15 |
|  | 3.  | Shamrock Rovers             | 29 | 22 | 12 | 5 | 5  | 43 | 18 | +25 |
|  | 4.  | Sligo Rovers                | 29 | 22 | 13 | 3 | 6  | 49 | 46 | +3  |
|  | 5.  | Evergreen United            | 24 | 22 | 11 | 2 | 9  | 44 | 42 | +2  |
|  | 6.  | Drumcondra                  | 23 | 22 | 9  | 5 | 8  | 47 | 33 | +14 |
|  | 7.  | Bohemians                   | 19 | 22 | 8  | 3 | 11 | 37 | 41 | -4  |
|  | 8.  | Waterford                   | 19 | 22 | 8  | 3 | 11 | 47 | 54 | -7  |
|  | 9.  | Transport                   | 17 | 22 | 7  | 3 | 12 | 43 | 50 | -7  |
|  | 10. | Cork Utd                    | 15 | 22 | 6  | 3 | 13 | 36 | 44 | -8  |
|  | 11. | Dundalk                     | 15 | 22 | 4  | 7 | 11 | 37 | 50 | -13 |
|  | 12. | Limerick                    | 9  | 22 | 2  | 5 | 15 | 20 | 65 | -45 |

### Verdetti
- St Patrick's Athletic campione d'Irlanda 1952-1953.

## Statistiche

### Squadre
- Maggior numero di vittorie:  St Patrick's (16)
- Minor numero di sconfitte:  St Patrick's e  Shelbourne (4)
- Migliore attacco:  St Patrick's e  Shelbourne (59 gol fatti)
- Miglior difesa:  Shamrock Rovers (18 gol subiti)
- Miglior differenza reti:  St Patrick's e  Shamrock Rovers (+25)
- Maggior numero di pareggi:  Dundalk (7)
- Minor numero di pareggi:  St Patrick's e  Evergreen United (2)
- Maggior numero di sconfitte:  Limerick (15)
- Minor numero di vittorie:  Limerick (2)
- Peggiore attacco:  Limerick (20 gol fatti)
- Peggior difesa:  Limerick (65 gol subiti)
- Peggior differenza reti:  Limerick (-45)

### Capocannoniere
|  | Gol | Marcatore    | Squadra      |
|  | --- | ------------ | ------------ |
|  | 26  | Shay Gibbons | St Patrick's |